# Chroniques de Man

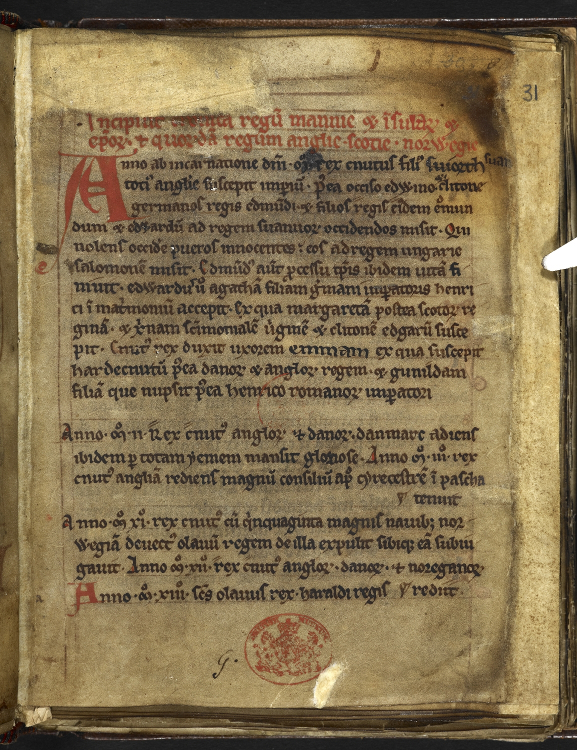
Une page du manuscrit des Chroniques de Man.

Les Chroniques de Man sont un manuscrit du XIIIe siècle écrit en latin et dont le nom complet est Chroniques des rois de Man et des Îles et qui couvre la période allant de l’an 1000 à 1316, correspondant à peu près à la période celto-norroise de l’île de Man. C’est le plus ancien manuscrit consacré à l’époque où l’île de Man existait sous la forme d’un royaume indépendant dont les limites s’étendait jusqu’aux îles Hébrides.
Il serait l’œuvre d’un moine de l’abbaye de Rushen et aurait été entamé aux alentours de 1257. Il est consacré à l’histoire de Man et notamment à la descendance du roi Godred Crovan, roi scandinave créateur du royaume de Man et des Îles.

## Revendications mannoises
Ce manuscrit appartient à la British Library mais des voix s’élèvent sur l’île de Man pour l’acquisition de l’ouvrage par les autorités mannoises. Des journaux et un site mannois incitent notamment à la signature d’une pétition en ce sens,. Les Chroniques de Man sont actuellement exposées au Manx Museum et sont l’objet d’un prêt jusqu’à décembre 2007.